# Tour de Flandes 1985
El Tour de Flandes 1985, la 69.ª edición de esta clásica ciclista belga. Se disputó el 7 de abril de 1985. El vencedor final fue el belga Eric Vanderaerden que se impuso en solitario, después de deshacerse de sus compañeros de fuga Phil Anderson y Hennie Kuiper.

## Clasificación General
| Posición | Ciclista             | Equipo                                | Tiempo     |
| -------- | -------------------- | ------------------------------------- | ---------- |
| 1        | Eric Vanderaerden    | Panasonic-Raleigh                     | 6h 49' 50" |
| 2        | Phil Anderson        | Panasonic-Raleigh                     | +41"       |
| 3        | Hennie Kuiper        | Verandalux-Dries-Rossin-Nissan        | +1' 01"    |
| 4        | Noël Segers          | Tonissteiner-Torhout Werchter-Basf    | +2' 03"    |
| 5        | Jozef Lieckens       | Lotto-Merckx-Campagnolo-Vermarc Sport | m. t.      |
| 6        | Claude Criquielion\| | Hitachi-Splendor-Sunair-Marc          | m. t.      |
| 7        | Greg LeMond          | La Vie Claire-Wonder-Radar            | m. t.      |
| 8        | Walter Planckaert    | Panasonic-Raleigh                     | +3' 46"    |
| 9        | Jean-Marie Wampers   | Hitachi-Splendor-Sunair-Marc          | +3' 48"    |
| 10       | Stefan Mutter        | Carrera Jeans-Inoxpran                | m. t.      |